# Francis Litsingi
Francis Litsingi (Brazzaville, 10 settembre 1986) è un ex calciatore congolese (Repubblica del Congo), di ruolo attaccante.

## Carriera

### Club
Ha giocato nel campionato congolese, camerunese, ungherese e ceco.

### Nazionale
Ha esordito in nazionale nel 2011, venendo poi convocato per la Coppa d'Africa 2015.

## Palmarès

### Club

#### Competizioni nazionali
- Campionato camerunese: 3

Cotonsport Garoua: 2006, 2007, 2008
- Coppa del Camerun: 2

Cotonsport Garoua: 2007, 2008
- Coppa d'Ungheria: 1

Kecskemét: 2010-2011